# Tomozia, Bacău
Tomozia este un sat în comuna Vultureni din județul Bacău, Moldova, România. La recensământul din 2002 avea o populație de 244 locuitori.